# Acraea orestina
Acraea orestina är en fjärilsart som beskrevs av Carl Plötz 1880. Acraea orestina ingår i släktet Acraea och familjen praktfjärilar. Inga underarter finns listade i Catalogue of Life.